# Fratelli Niño

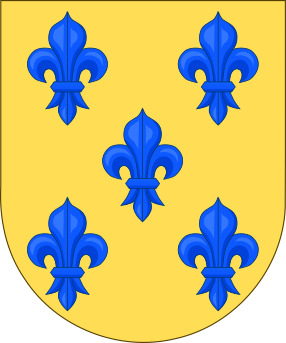
Scudo araldico della famiglia Niño.

I fratelli Niño erano una famiglia di marinai e scopritori alla fine del XV secolo, nata nella città di Moguer (Spagna). Hanno partecipato attivamente ai preparativi e allo sviluppo del primo viaggio di Cristoforo Colombo. Pedro Alonso fu pilota della nave Santa María al comando di Cristoforo Colombo, Francisco partecipò come marinaio a questo viaggio e Juan come comandante della caravella La Niña, di sua proprietà. I Niño formavano una stirpe di esperti marinai e armatori che attraversarono ripetutamente l'Atlantico nelle esplorazioni e scoperte del nuovo continente.

## Ruolo nella scoperta dell'America
Il lignaggio dei fratelli Niño ha la sua origine in Alfón Pérez Niño, che ebbe cinque figli Francisco Niño, Pedro Alonso, Juan, Cristóbal e una sorella, il cui nome è sconosciuto. I "Niño" noleggiarono navi per andare a pescare nel Stretto e Nord Africa e, soprattutto, per recarsi alla Miniera d'Oro, rotta che percorsero nelle loro attività commerciali, di pesca e talvolta di corsari contro navi straniere. I marinai dei porti dell'estuario del Tinto, tra cui "los Niño", erano stagionati, stagionati in viaggi attraverso l'Atlantico e il Mediterraneo. Vennero a costituire una stirpe di marinai, rispettata in tutta la regione, che aveva tra i suoi membri armatori e buoni navigatori che si tramandavano il mestiere di padre in figlio.
I tre fratelli Niño, Pedro Alonso, Francisco e Juan, hanno svolto un ruolo di primo piano nel primo viaggio di Colombo.
L'amicizia che il Niño manteneva con i fratelli Pinzón, in particolare con il più anziano di loro, Martín Alonso, ha influenzato la loro partecipazione al progetto colombiano. Se la partecipazione dei fratelli Pinzón, nella compagnia colombiana, è stata decisiva per superare le perplessità che ne avevano i marinai di Palos; La partecipazione dei Bambini è stata fondamentale per superare il clima di sfiducia che il progetto Cristoforo Colombo ha generato tra i marinai Moguereño.Gonzales, p. 149
I fratelli Niño, superata la prima riluttanza al progetto di Colombo, divennero strenui difensori del viaggio e si impegnarono a portare a termine la compagnia Colombina. Convinsero i marinai moguereño, e il resto dei marinai che di solito navigavano con loro, ad arruolarsi nel viaggio di scoperta. Contribuirono anche, a loro spese, alla caravella La Niña, essendo responsabile dei preparativi della loro caravella, che furono effettuati nel luglio 1492, nel porto di Moguer, come è stato registrato nelle cause colombiane dell'anno 1552. Leonor Vélez, tra gli altri testimoni, ha affermato “…. Juan Niño era partito per il viaggio con una sua nave a sue spese…..”
Nel primo viaggio colombiano, la cui partenza dal porto di Palos avvenne il 3 agosto 1492, Pedro Alonso fu pilota della Santa María, Francisco Niño partecipò come marinaio a La Niña e Juan Niño come comandante anche a La Niña. Erano accompagnati anche dal cognato Rui García, e probabilmente anche dal più giovane dei Niño, Cristóbal. Il 12 ottobre 1492 il viaggio culminò con la scoperta del nuovo mondo. Dopo che la caravella Santa María si incagliò il 25 dicembre 1492, “La Niña” divenne l'ammiraglia. Al comando di La Niña ritorna Cristoforo Colombo, e con lui Pedro Alonso Niño e il resto dei suoi fratelli.
Durante il viaggio di ritorno, il 14 febbraio 1493, al culmine delle Isole Azzorre si imbatterono in una forte tempesta che stava per far naufragare le barche. Con il passare delle ore, la violenza della tempesta ha causato la perdita di contatto tra le caravelle e l'equipaggio de La Niña ha cominciato a temere il peggio. In un momento così difficile, Cristoforo Colombo decise di tirare a sorte, la promessa di compiere un pellegrinaggio al Monastero di Santa Clara, come ringraziamento per aver superato una situazione così difficile, promessa che lo stesso Cristoforo Colombo ebbe la fortuna di fare. Perché della tempesta, le caravelle furono separate e La Niña fu costretta ad attraccare alle Azzorre. Dopo uno scontro con le autorità portoghesi locali, hanno intrapreso un viaggio e sono arrivati a Lisbona nel bel mezzo di una tempesta. Lì furono trattenuti e interrogati.
Da Lisbona si diressero verso il porto di partenza e così il 15 marzo 1493 terminarono il viaggio arrivando al porto di Palos, dove coincidevano con la caravella Pinta. Successivamente si diressero con Cristoforo Colombo a Moguer e, secondo la credenza popolare, il corteo si recò alla chiesa del Monastero di Santa Clara dove adempirono ad uno dei voti fatti in alto mare. Dopo qualche giorno Juan Niño insieme a Cristoforo Colombo partì per Barcellona, dove informò i Re Cattolici del viaggio compiuto.
Nel corso del primo viaggio si strinse un forte rapporto con Colombo, risultato del quale divennero stretti collaboratori nei nuovi progetti dell'ammiraglio.
Parteciparono ai preparativi e allo sviluppo del secondo viaggio colombiano tra il 1493 e il 1496. Juan Niño accompagnò Cristoforo Colombo, come maestro, e Francisco Niño come pilota nella caravella La Niña, Pedro Alonso come pilota senior nell'ammiraglia e Cristóbal come maestro della caravella "Caldera", insieme ad altri parenti Niño.
Nel terzo viaggio colombiano, tra il 1499 e il 1501, Juan Niño e Francisco Niño viaggiarono, insieme ad altri parenti Niño, seguendo la rotta colombiana del secondo viaggio dove fu scoperta Paria, la terra della grazia.
Successivamente guidarono molti dei cosiddetti "viaggi minori o viaggi andalusi", facenti parte degli equipaggi che esplorarono e colonizzarono le coste del nuovo mondo.

## Fratelli Niño
- Juan Niño
- Pedro Alonso Niño
- Francisco Niño
- Cristóbal Niño

### Altri membri della famiglia Niño
- Alonso Niño
- Bartolomé Niño y Boria
- Francisco Niño
- Pedro Alonso Niño
- Andrés Niño